# توماس هال (لاعب كريكت)
توماس هال (14 يونيو 1969 في المملكة المتحدة - ) (بالإنجليزية: Thomas Hall)‏ هو لاعب كريكت بريطاني. لعب مع Berkshire County Cricket Club ‏.